# Naturschutzgebiet Biotopkomplex südöstlich der Vogelshöhe

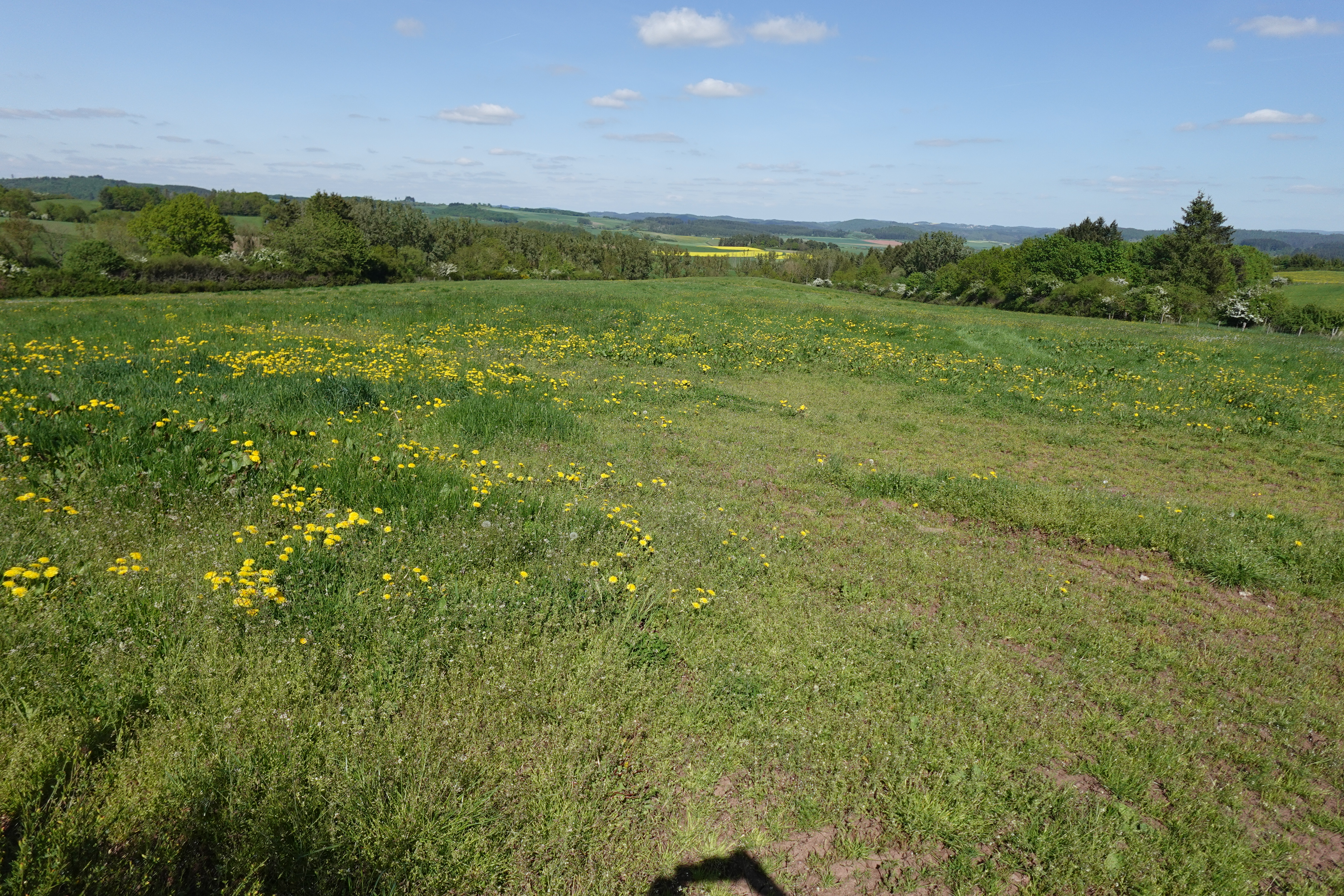
Naturschutzgebiet Biotopkomplex südöstlich der Vogelshöhe

Das Naturschutzgebiet Biotopkomplex südöstlich der Vogelshöhe mit einer Größe von 31,8 ha liegt nördlich von Braunshausen im Stadtgebiet von Hallenberg. Es wurde am 15. September 2004 mit dem Landschaftsplan Hallenberg durch den Hochsauerlandkreis als Naturschutzgebiet (NSG) ausgewiesen. Das NSG ist Teil des Europäischen Vogelschutzgebiets Medebacher Bucht. Es besteht aus zwei Teilflächen und liegt an der Kreisstraße 76, die von Dreislar nach Braunshausen führt.  An die nördliche Teilfläche grenzt im Norden und Osten das Stadtgebiet Medebach und an die südliche Teilfläche im Norden das Naturschutzgebiet Herzgraben. Im Westen und Süden grenzt das NSG überwiegend an das Landschaftsschutzgebiet Grünland nördlich und östlich des Heideknipp.

## Gebietsbeschreibung
Beim NSG handelt es sich um Grünland mit Hecken und anderen Gehölzen. Das Grünland wird beweidet oder liegt brach. Extensiv genutzten Magerweiden liegen auf südlich, nördlich und östlich exponierten, flachen Hängen am oberen Bachbereich des Herzgrabens. Das Grünland wird durch Einzelbäume, einzelne Dornensträucher, Feldgehölze, Gebüsche und Ginsterbereiche gegliedert bzw. strukturiert. Im Schutzgebiet befinden sich auch kleinere Acker- und Fichtenbereiche. Zwei kleine flache, nicht ständig wasserführende Tümpel und zwei kleine Quellsümpfe sind vorhanden. 

## Tier- und Pflanzenarten im NSG
Vogelarten wie Neuntöter, Bluthänfling, Dorngrasmücke, Feldlerche und Goldammer brüten im NSG. Auswahl weiterer vom Landesamt für Natur, Umwelt und Verbraucherschutz Nordrhein-Westfalen dokumentierter Brutvogelarten im Gebiet sind Amsel, Buchfink, Grünfink, Klappergrasmücke, Kohlmeise, Ringeltaube, Rotkehlchen, Singdrossel, Turteltaube, Wacholderdrossel, Wiesenpieper, Wintergoldhähnchen und Zilpzalp.
Auswahl vom Landesamt dokumentierter Pflanzenarten im Gebiet: Acker-Hornkraut, Acker-Witwenblume, Arnika, Bachbunge, Besenginster, Bitteres Schaumkraut, Blutwurz, Borstgras, Brennender Hahnenfuß, Dornige Hauhechel, Echtes Labkraut, Edel-Gamander, Frühlings-Fingerkraut, Gamander-Ehrenpreis, Geflecktes Johanniskraut, Gewöhnliches Ferkelkraut, Gras-Sternmiere, Große Sternmiere, Großer Wiesenknopf, Harzer Labkraut, Heide-Nelke, Jakobs-Greiskraut, Kleine Bibernelle, Kleine Braunelle, Kleiner Baldrian, Kleiner Klappertopf, Kleines Habichtskraut, Knolliger Hahnenfuß, Kohldistel, Kriechender Günsel, Kriechender Hahnenfuß, Kuckucks-Lichtnelke, Körner-Steinbrech, Rundblättrige Glockenblume, Salbei-Gamander, Schlangen-Knöterich, Schmalblättriges Wollgras, Spitzlappiger Frauenmantel, Sumpf-Dotterblume, Sumpf-Pippau, Sumpf-Veilchen, Sumpf-Vergissmeinnicht, Tauben-Skabiose, Wald-Ehrenpreis, Wasser-Minze, Wasserpfeffer, Weiße Taubnessel, Weißes Labkraut, Wiesen-Bärenklau, Wiesen-Flockenblume, Wiesen-Kerbel, Wiesen-Kümmel, Wiesen-Pippau, Wiesen-Schaumkraut.

## Schutzzweck
Das NSG soll das Grünland und Äcker mit ihrem Arteninventar schützen. Zur Erhaltung und Entwicklung von Lebensgemeinschaften und Lebensstätten wildlebender, teils gefährdeter Arten, von Tier- und Pflanzenarten beizutragen. Wie bei allen Naturschutzgebieten in Deutschland wurde in der Schutzausweisung darauf hingewiesen, dass das Gebiet „wegen der Seltenheit, besonderen Eigenart und Schönheit des Gebietes“ als Naturschutzgebiet ausgewiesen wurde. Laut Naturschutzgebiets-Ausweisung wurde das Gebiet zum Naturschutzgebiet auch ausgewiesen, um zur Sicherung des ökologischen Netzes Natura 2000 der EU im Sinne der FFH-Richtlinie.